# Лыщинские
Лыщинские (пол. Łysczyński) — польско-литовский дворянский род герба Корчак.
Происходит от Льва Лыщинского, жившего среди XVI века и владевшего Лыщинами. Из сыновей его Константин был ловчим, Станислав подписал в 1632 году акт избрания на престол Владислава IV, Казимир Лыщинский (1634—1689) — польский мыслитель, казнён за атеизм. Род Лыщинских внесен в VI часть родословной книги Гродненской губернии Российской империи.
- Лыщинский, Анзельм Амвросиевич (1803—1868) — генерал-майор, командир резервных лейб-гвардии Измайловского и Литовского полков.
- Гофмейстер Владимир Анзельмович, будучи зятем председателя Госсовета Э. В. Фриша, в 1916 г. залучился императорским соизволением использовать титул «князь Троекуров» в знак его происхождения по женской линии от этого давно угасшего рода (происхождения, к слову, не доказанного).
- Его сын, Лев Владимирович (1888—1945) — пермский вице-губернатор в 1916—1917 гг., русский поэт и публицист, церковный деятель эмиграции.